# Бесы (стихотворение Пушкина)
«Бе́сы» («Мчатся тучи, вьются тучи…») — стихотворение А. С. Пушкина, описывающее ямщика и его ездока, попавших в ночную метель и заблудившихся в поле. Стихотворение, окончательная отделка которого относится к первым дням Болдинской осени 1830 года, начато в октябре-ноябре 1829 года и впервые издано в альманахе «Северные цветы» за 1832 год. В литературоведении встречаются интерпретации стихотворения как описания всей человеческой жизни, выражения психологического состояния автора накануне женитьбы или же аллегории общественной атмосферы России в условиях николаевской реакции.

## Структура и сюжет
Хоть убей, следа не видно,

Сбились мы, что делать нам?

В поле бес нас водит, видно,

Да кружит по сторонам.

...............................................

Сколько их, куда их гонят,

Что так жалобно поют?

Домового ли хоронят,

Ведьму ль замуж выдают?
В стихотворении, написанном четырёхстопным хореем, в авторской редакции (публикация в альманахе «Северные цветы» за 1832 год, подготовленная самим Пушкиным) 7 строф по 8 стихов в каждой.
В стихотворении описана конная упряжка с ямщиком и ездоком-«барином», заплутавшая в ночную метель в чистом поле. Замкнутость пространства и действия подчёркивает трижды — в начале, середине и конце текста — повторяемое четверостишие:
Мчатся тучи, вьются тучи;
Невидимкою луна
Освещает снег летучий;
Мутно небо, ночь мутна.
 Героев окружает тьма, в которой не отличить пня от волка. Со снегом кружатся смутные образы, в которых они оба видят «бесов». При этом каждому герою бесы представляются по-своему. Для ямщика эти образы ближе к фольклорной нечистой силе — он видит материального, осязаемого беса-проказника, который «играет», «дует», «плю́ет»; оборотня, перекидывающегося то «верстою небывалой», то «искрой малой». Образованному же пассажиру мнятся бесплотные «духи», чьи действия непонятны, но сами они надрывают ему сердце жалобным визгом и воем, вызывая необъяснимое сочувствие. Автор не даёт понять читателю, реальны ли образы бесов или они только чудятся героям, остаётся неизвестным и то, почему упряжка сбилась с дороги и что ждёт героев впереди.

## Обстоятельства создания и публикации
В пушкинской рукописи стихотворение сопровождает помета «7 сент. 1830», что делает его первым стихотворением Болдинской осени. Однако начало сентября 1830 года — это уже время окончательной отделки произведения, первые черновики которого датируются концом октября — началом ноября предыдущего года. Этим объясняется и «зимняя» тема стихотворения, завершённого в тёплом сентябре.
В качестве возможных литературных источников, повлиявших на автора, называют III песнь «Ада» Данте, «Бесёнок» Баратынского и цикл «Зимние карикатуры» Вяземского (оба — 1828 год). В частности, в стихотворении «Кибитка» из цикла Вяземского в определённой мере предвосхищается основной мотив «Бесов», когда метель, застигшая героя в дороге, «перерастает в своеобразную „диаволиаду“», и он «чувствует себя отданным во власть бесам и ведьмам». Хотя опубликованы «Зимние карикатуры» были только в 1831 году, переписка между Вяземским и Пушкиным показывает, что последний был знаком с текстами большинства стихотворений цикла намного раньше — видимо, в конце 1828 или начале 1829 года. Пейзажный зачин также близок к строкам баллады Катенина «Леший» («Быстро несутся серые тучи; // В мраке густом их скрылась луна…».
Судя по черновикам, первоначально автор задумывал стихотворение как мистификацию или ироническую стилизацию под народную балладу. В качестве свидетельства такой трактовки приводится подзаголовок «Шалость», встречающийся в черновике (на включении его в издания произведений Пушкина настаивали П. В. Анненков и В. Я. Брюсов). По мере работы над стихотворением поэт последовательно избавлялся от легкомысленных «сказочных» образов нечистой силы, соответствующих фольклорной её трактовке и характерных для некоторых других его произведений («Сказка о попе и о работнике его Балде», «Монах», «Гавриилиада»). Из текста исчезли бес кувыркающийся, бесёнок, мяукающий, как котёнок; напротив, используемые выразительные средства создают и нагнетают атмосферу страха, в соответствии с канонами готического романа и литературной баллады.
Пушкинисты отмечают хронологическую близость создания «Бесов» и ещё одного полного тоски стихотворения — «Элегия» («Безумных лет угасшее веселье…»). Соседство этих двух произведений В. И. Порудоминский и Н. Я. Эйдельман в сопроводительном тексте к сборнику «Болдинская осень» называют «тревожным». Отправленное из Болдина письмо, связанное с предстоящей женитьбой Пушкина, содержит слова: «…человек мыслящий беспокоен и волнуем будущим». Эта обеспокоенность будущим, предчувствие вмешательства разрушительных злых сил в судьбу автора нашли отражение в обоих стихотворениях, и сходная атмосфера наблюдается в более позднем болдинском произведении «Стихи, сочиненные ночью во время бессонницы».
В печати «Бесы» появились только в 1832 году, в заключительном издании «Северных цветов», которое сам Пушкин готовил после смерти их прежнего редактора А. А. Дельвига. Поэтический раздел альманаха вызвал неоднозначные оценки, но даже авторы в целом отрицательных отзывов (например, Н. И. Надеждин, в «Телескопе» разгромивший остальные стихотворения Пушкина, вошедшие в выпуск) высоко оценили «Бесов».

## Литературный анализ
В литературоведении «Бесы» могут трактоваться и как простая зарисовка с натуры, вообще не содержащая философско-символического плана (такой подход предлагает, в частности, Б. С. Мейлах), и как символический текст. При этом разные исследователи находят в нём разный скрытый смысл. Так, М. О. Гершензон рассматривает стихотворение как символическое отражение собственных жизненных обстоятельств Пушкина в период его создания: 
...вся эта семья Гончаровых, дедушка, тёща... московские сплетни о нем, приданое, мучительная мысль о деньгах, разделе Болдина, холера — хватали его цепкими когтями, дразнили красными языками, манили как блуждающие огни и поминутно снова оставляли во тьме.
Часто «Бесы» трактуются как аллегорическая картина николаевской России, где после выступления декабристов набирала силу государственная реакция. Эту тему подробно развивает, в частности, Д. Д. Благой, называющий Россию конца 1820-х годов «постдекабрьским тупиком». Россия Николая I, согласно литературоведу, — это «русская зима, которая обернулась непроглядной вьюгой, занесла не только все пути, но и все следы к ним». Подходящий к стихотворению с этой же позиции Г. П. Макогоненко усматривает в пессимистической картине первые признаки её преодоления в творчестве Пушкина: кони, которые «стали» в ночной непроглядной мути, затем «снова понеслися». С его точки зрения, само это движение сквозь вьюгу отражает веру Пушкина «в народную Россию».

Исследователи находят параллели между «Бесами» и другими произведениями Пушкина. Заметна перекличка этого стихотворения и «Зимней дороги» 1826 года, написанной тем же стихотворным размером и в первых же строках создающей схожую картину: 
Сквозь волнистые туманы
Пробирается луна,
На печальные поляны
Льет печально свет она.
По сравнению с более ранним стихотворением образы переакцентированы: луна, занимавшая центральное место в «Зимней дороге», в «Бесах» становится «невидимкою», а туман и ночная мгла выдвигаются на первый план. Структурно схоже и развитие обоих стихотворений: вслед за общим описанием пейзажа в него вводится конная упряжка, а затем образ ямщика. Здесь, однако, интонация тоже изменяется — на смену «скучной» дороге приходит тревожное бездорожье, эпитет «утомительно» сменяется на «страшно». Параллель прослеживается и в финале обоих стихотворений, возвращающих читателя к начальной картине. Однако если в 1826 году центральное место в стихотворении занимают мысли о скорой встрече с любимой, то четыре года спустя — фантастические образы, навеянные разбушевавшейся стихией.
Другой традиционный пушкинский мотив — зимней непогоды — связывает «Бесов» с «Зимним вечером» 1825 и «Зимним утром» 1829 года, но если в первом случае герой наблюдает за стихией из окна «ветхой лачужки», а во втором вьюга предстаёт лишь воспоминанием в погожее утро, то в «Бесах» стихия настигает героев в поле.
Если образы зимней дороги и метели к 1830 году уже фигурировали в поэзии Пушкина, то тема бесовского наваждения поднимается впервые, в дальнейшем получив развитие в «Гробовщике» (написанном уже 9 сентября 1830 года), «Медном всаднике» и «Пиковой даме». С другой стороны, 13 сентября 1830 года датируется «Сказка о попе», в которой герой торжествует над нечистой силой. С точки зрения В. С. Непомнящего, это произведение — «пародия трагедии „Бесов“, заклятье смехом».
Образный ряд стихотворения в целом построен в соответствии с требованиями «поэтики страшного», получившей развитие в готических романах и литературных балладах — в том числе в творчестве старшего современника автора, В. А. Жуковского. Действие происходит ночью, в неопределённой местности, в пространстве, ограниченном непроницаемой мутной пеленой. В этом замкнутом пространстве всё как будто находится в постоянном движении, но движение это тоже идёт по кругу, что подчёркивается двукратным возвращением к первым стихам. Внезапное расширение горизонта происходит ближе к финалу, когда лирическому герою открывается «беспредельная вышина», в которой мчатся бесы, но и эта беспредельность тоже пугающая — нечисть не вольна в своих действиях, а герои так и не вырываются из метельного круговорота. Бесконечность небесного свода — расхожий образ в романтической поэзии — у Пушкина становится зловещей, так как подчинена не Богу, а некой тёмной силе. В черновиках более материальны не только сами бесы (см. Обстоятельства создания и публикации), но и направляющая их злая воля: строчка, в окончательном варианте выглядящая как «Сколько их? Куда их гонят?», в черновике имеет форму «Кто их вызвал? Кто их гонит?» Даже такая характеристика стихотворения, как размер, по определению Э. В. Слининой, «поражает каким-то неживым, механическим ритмом, особенно в первом стихе», и задаёт атмосферу враждебности лирическому герою всего его окружения.

## Наследие
«Бесы» оказали влияние на литературу как современную Пушкину, так и более поздних периодов. Уже В. Г. Белинский включает их в число «пьес, образующих собою отдельный мир русско-народной поэзии в художественной
форме», и рекомендует для детского чтения. Если в «Бесах» находят мотивы из «Кибитки» и «Метели» Вяземского, то в стихотворении «Ещё тройка» («Тройка мчится, тройка скачет…») уже сам Вяземский откликается на «Бесов», отчасти полемизируя с ними; в этих двух произведениях совпадает даже размер. Два четверостишия-полустрофы из 2-й и 6-й строф стихотворения Пушкина («Хоть убей, следа не видно…» и «Сколько их, куда их гонят…») предпосланы как эпиграф одноимённому роману Ф. М. Достоевского. В. А. Викторович и Н. В. Живолупова полагают, что этим эпиграфом — одним из двух, наряду с цитатой из Евангелия, — Достоевский передал своё собственное философское прочтение пушкинского стихотворения: в этом прочтении наваждение, которое насылают бесы на лирического героя, затем захватывает и увлекает уже и их самих.
Советский музыковед Д. А. Рабинович писал, что «призраки» Третьей части Симфонии ми-бемоль мажор П. И. Чайковского вызывают в памяти пушкинских «Бесов», которые «несутся в зловещем фантастическом полёте».
В литературе XX века указывалось на возможную связь с пушкинскими «Бесами» в поэме Николая Клюева «Плач о Сергее Есенине», где реминисценции начинаются уже с эпиграфа, описывающего поэта-путника, застигнутого вьюгой вдали от дома. В дальнейшем Клюев разворачивает в своей поэме целую «галерею» нечистой силы и «нечистых птиц», подобно тому, как у Пушкина «Бесконечны, безобразны… Закружились бесы разны», которые «домового ли хоронят, ведьму ль замуж выдают?». Ещё одно произведение, где предположительно возникают образы из «Бесов», — «Кони привередливые» Владимира Высоцкого. Помимо очевидной переклички материальных образов — зимнее бездорожье, сани с колокольчиком, не слушающиеся возницы кони — в песне Высоцкого возникают также поющие «злыми голосами» ангелы, что рассматривается как аллюзия на «жалобно поющих» бесов Пушкина.
Стихотворение, положенное на музыку, вошло в хоровой концерт «Пушкинские строфы» российского композитора Ю. А. Фалика, где стало последним номером композиции.

## Комментарии
1. ↑  В 2010-е годы, однако, появилось текстологическое замечание о том, что этот подзаголовок добавлен в беловой автограф уже после того, как основной текст стихотворения был написан, и, таким образом, не может указывать на некий оригинальный замысел, изменённый впоследствии[8].
2. ↑  В дореволюционной России «Бесы» стали одним из самых частых стихотворений в школьных хрестоматиях: историк литературы А. Вдовин, проанализировавший 108 хрестоматий за период с 1805 по 1912 год, нашёл «Бесов» в 35 из них. Чаще из пушкинских стихотворений в хрестоматии включалась только «Песнь о вещем Олеге» (49)[19].